# Старі Кути
Старі Ку́ти — село в Україні, у Кутській селищній громаді Косівського району Івано-Франківської області. З 2020 року є Старокутським старостинським округом Кутської селищної територіальної громади.

## Географія
Селом протікає потік Гнилиця та потік Каменець.
Межує з смт. Кути, селами Малий Рожин, Слобідка, Тюдів, Черганівка. Висота над рівнем моря в центрі — 430 м. Відстань до Косова — 9 км, від залізничної станції Вижниця — 3 км.
Над селом здіймаються Овидова гора (729 м), хребет Хоминський (879 м). Лісові та інші урочища: Озеро, Присніп, Кадуб, Павуші, Пилип, Шуханове, Кічурашки, Осік, Рум'єнка, Соломонове, Їленчине, Кузьминова яма, Фалашеве, Кремениця, Покрівське, Гаївка, Загалич, Поточини.

## Мікротопонімія
У селі є присілок Пеньківка та кутки: Каменець, Цикалівка, Кардашівка, Передділівка, Лазорики, Кривий вивіз, Ян, Долина, Помірки, Павуші.

## Історія
Перша письмова згадка про село Старі Кути зустрічається в 1448 р.
У Старих Кутах у 1901—1905 рр. бував Іван Франко, у 1901 р. — Леся Українка. У 20–30-х роках у селі жив адвокат і громадський діяч Д. Кулик, репресований радянською владою. У його будинку бували Іван Франко, Леся Українка, Ольга Кобилянська, Гнат Хоткевич та ін.
У 1942—1952 рр. в лавах УПА полягли понад 70 жителів села. 99 чоловік були засуджені до тривалих термінів каторжних робіт, 209 чоловік вивезено. На радянсько-німецькому фронті загинули 32 старокутчани.

## Населення

### Мова
Розподіл населення за рідною мовою за даними перепису 2001 року:
| Мова            | Кількість | Відсоток |
| --------------- | --------- | -------- |
| українська      | 5261      | 99.49%   |
| російська       | 19        | 0.36%    |
| білоруська      | 3         | 0.05%    |
| польська        | 2         | 0.04%    |
| німецька        | 1         | 0.02%    |
| інші/не вказали | 2         | 0.04%    |
| Усього          | 5288      | 100%     |

## Релігійні громади

### ГромадаУГКЦ(Преображенська церква)
Храмове свято — 19 серпня (Преображеніє Господнє). Настоятель о. Юрій Корпанюк.
Церква побудована в 1868 р з дерева, хрестоподібна в плані, триверха з невеликими боковими раменами нави. Над квадратними зрубами бабинця, нави і вівтаря розташовані восьмигранні основи для грушеподібних бань. Опасання розташоване навколо церкви на вінцях зрубів. У радянський період церква охоронялась як пам'ятка архітектури Української РСР (№ 1177).
Парохами в Старих Кутах були: 1841-1872рр — о.Дмитро Романовський, 1872-1906рр — о.доктор Теодор Лісевич, 1904-1907 — о.Корнилій Лісевич, 1907-1924рр — о.Олександр Решитилович, 1924-1927рр — о.Лука Володимир Микитюк, 1927-1939рр — о.доктор Лев Скобельский, 1939-1944рр — о.Михайло Романчук, 1944-1960рр — о.Ізидор Лоточинський, 1990-1991рр — о Іван Бурдяк, 1991-1997рр — о. Ярослав Костик, 1997-2021рр — о.Юрій Костик, з 2021 — о.Юрій Корпанюк.
Катихитами в Старих Кутах були: 1913-1914рр — о.Іоан Галай, 1914-1922рр — о.Віктор Райден, 1922-1934рр. — о.Лука Володимир Микитюк, 1934-1938рр — о.Іоан Чугайда, 1938-1944рр — о. Ізидор Лоточинський.
Підпільно з 1946 по 1989 рр богослужіння проводили: владика Яків Тимчук ЧСВВ, о. Єронім Тимчук ЧСВВ, о. Маркіян Глібчук ЧСВВ, владика Павло Василик, о. Микола Сімкайло, о. Іван Репела.

### ГромадаПЦУ(Покровська церква)
Храмове свято — 1 жовтня (Покров Пресвятої Богородиці). Настоятель митрофорний протоієрей Дмитро Коцаба, батько Віктора Коцаби —єпископа Баришівської Київської єпархії УПЦ (Московського Патріархату).

## Архітектурні атракції села та пам'ятники
- Преображенська церква та дзвіниця (1865 р.);
- Покровська церква (1882 р.);
- Городище часів Київської Русі;
- Хрест на знак скасування панщини (1848 р.);
- Пам'ятний знак жертвам Другої світової війни: «Скорботна Мати» (1967, скульптор І. Андрійканич);
- Меморіальна дошка про перебування І. Франка в селі встановлена 11 липня 1989 р. на будинку адвоката Д. Кулика, а влітку 1993 р. замінена на барельєф;
- Могила Січових стрільців;
- Пам'ятник Тарасу Шевченку (скульптори Василь і Володимир Одрехівські), відкритий 22 травня 1994 р.;
- Символічна могила борців за волю України, освячена єпископом УГКЦ Павлом Василиком 22 червня 1994 р.,
- Демчуків (Курчиків) млин при потоці Каменець.
- Пам'ятник полк. Євгену Коновальцю, відкритий 10 січня 2010 р., скульптор Петро Штаєр (Львів);

## Природні атракції села
- Виходи вапняків третинного періоду на південно-східному схилі гори Овид;
- Вольєр в урочищі Дубина, де колись розводили оленів та диких кабанів;
- Відслонення пісковиків на лівому березі Черемошу та в урочищі Каменець;
- Лісовий заказник Каменець.

## Відомі люди
- Будз Маркіян Дмитрович — доктор географічних наук, професор;
- Будз Петро — полковник Армії УНР;
- Катеринчук Іван Петрович — український правоохоронець та науковець, генерал поліції 3-го рангу, доктор юридичних наук, доцент;
- Герцюк Тарас Пахомович (1919—1989) — український майстер художнього різьблення, інкрустації на дереві, гравірування й карбування на металі, громадський діяч;
- Кулик Софія (псевдонім: Соня Куликівна) — українська письменниця, перекладачка, публіцистка, видавниця, редакторка. Власниця українського кіноконцерну «Соняфільм», який створила у Львові в 1920–1930-ті роки;
- Мельничук Іван Петрович — український скульптор;
- Сенюк Микола Михайлович — лицар Бронзового хреста бойової заслуги УПА;
- Ковалюк Василь Іванович — лицар Срібного хреста заслуги УПА;
- М. Романюк — професор університету в Польщі;
- А. Яворський — директор школи, голова читальні;
- М. Гоцко — колишній директор школи, поручник УГА;
- М. Будз — доктор технічних наук;
- М. Савчук — доктор технічних наук;
- Д. Фединчук, Б. Том'юк, М. Близнюк — кандидати наук;
- Микола Близнюк — поет;
- Ярослав Гавучак — знавець Гуцульщини, автор численних художніх творів;
- В. Близнюк — краєзнавець і громадський діяч;
- І. П. Мельничук — скульптор;
- Близнюк Богдана Богданівна — кандидат фіологічних наук,ТН ПУ ім В Гнаткевича;
- Фейчук Віталій Васильович — кандидат технічних наук;
- Шпак Оксана Дмитрівна — НАН України. Старша наукова співробітниця. Кандидат мистецтвознавства;
- Ковалюк Олексій Миколайович — доктор економічних наук, професор;
- Кардащук Микола Дмитрович — кандидат медичних наук. Доцент;
- Сенюк Богдана Петрівна — кандидат медичних наук. Доцент;
- Кардащук Іван Дмитрович — кандидат медичних наук;
- Будз Петро Якович — старший викладач природничих дисциплін УжДУ;
- Близнюк Кузьма син Юрія — очолював юридичний відділ Імператорського двору Габсбургів. Почесний віце-консул ЗУНР;
- Близнюк Микола Богданович — кандидат технічних наук;
- Лазорик Михайло Петрович — старший викладач кафедри електроприводу і копм'ютеризованих електромеханічних систем. Львівська Політехніка;
- Полатайчук Ярослав Павлович — громадський діяч, краєзнавець. Почесний громадянин міста Коломия;
- Шпак Дмитро Михайлович — філолог краєзнавець, автор Тлумачного словника Топонімів с. Ст КУТИ;
- Якім’юк Анна Іванівна — заслужена лікарка України;
- Юрак Ярослава Іванівна — заслужена лікарка України;
- Будз Василь — міністерство залізничних доріг Австрії 1924-1934рр.;
- Будз Іван (син Костина нар 1875р.) — Міністерство внутрішніх справ Югославії в уряді короля Олександра 1 до 1938 року;
- о. Микола Будз — економ Саскатунської Єпархії, 1900-1972рр;
- о. Маркіян (Микола) Глібчук —  ЧСВВ 1912-1988рр.;
- Бойчук Тарас Володимирович — композитор, художній керівник оркестру народних інструментів  (Вижницькі музики);
- Остапчук-Будз Марія Миколаївна — доцент кафедри гри на музичних інструментах в Рівенському державному гуманітарному університеті;
- Павлюк Михайло Дмитрович — книговидавець, директор видавництва “Писаний камінь”;
- Тарантул Любов Миколаївна — заслужений працівник освіти України, історик;
- Ковалюк Михайло Корнилович — заслужений працівник культури України;
- Фединчук Богдан Миколайович — поет, член НСЖУ України;

### Герої російсько-української війни
- Будз Микола Юрійович (1964-2014) — капітан ЗСУ, учасник російсько-української війни;
- Маротчак Дмитро Васильович (1996-2022) — воїн ЗСУ, учасник російсько-української війни;
- Близнюк Віталій Дмитрович (1976-2022) — воїн ЗСУ, учасник російсько-української війни;
- Лазорик Дмитро Петрович (1971-2023) — ст.лейтенант ЗСУ, учасник російсько-української війни;
- Бойчук Петро Володимирович (1973-2022) — воїн ЗСУ, учасник російсько-української війни;
- Швіц Богдан Миколайович (1983-2023) — воїн ЗСУ, учасник російсько-української війни;
- Бородайлюк Микола Іванович (1979-2023) — воїн ЗСУ, учасник російсько-української війни;
- Петрук Володимир Юрійович (1990-2023) — воїн ЗСУ, учасник російсько-української війни;
- Козарук Андрій Петрович (1995-2023) — воїн ЗСУ, учасник російсько-української війни;
- Григоряк Петро Ілліч (21.08.1985-02.11.2023) — воїн ЗСУ, учасник російсько-української війни;
- Хміль Юрій Петрович (05.05.1981-09.01.2024) — воїн ЗСУ, учасник російсько-української війни;
- Лазорик Михайло Дмитрович (02.05.1981-25.01.2024) — воїн ЗСУ, учасник російсько-української війни;
- Остап'юк Володимир Іванович (10.03.1970-07.03.2024) — воїн ЗСУ, учасник російсько-української війни;
- Білий Михайло Васильович (25.04.1975-16.10.2023) — воїн ЗСУ, учасник російсько-української війни.* Глібчук Антон Дмитрович (03.03.1994-18.08.2024) — воїн ЗСУ, учасник російсько-української війни. *Гулій Михайло Іванович (13.07.1984-3.10 2024)-воїн ЗСУ,учасник російсько-української війни. *Угринюк Володимир Михайлович(4.08.1993-20.12.2024)-воїнЗСУ,учасник російсько-української війни.*Пастухов Сергій Сергійович(31.01.1982-20,072024)-воїнЗСУ ,учасник російсько-української війни. *Луцький Святослав Петрович(18.01.1977-11.02.2025)-воїнЗСУ ,учасник російсько-української війни .*Ватаманюк Василь Іванович(15.01.1982-11.08.2025)-с-нтЗСУ,учасник російсько-української війни. *Петрук Михайло Тарасович(29.04.1989-11.08.2025)-воїн ЗСУ ,учасник російсько-української війни. *Герцюк Михайло Васильович (12.01.1971-19.08.2025) воїн ЗСУ ,учасник російсько-української війни.

## Галерея

Пам'ятник "Скорботна мати"
Пам'ятник Т. Г. Шевченку